# Bill Press

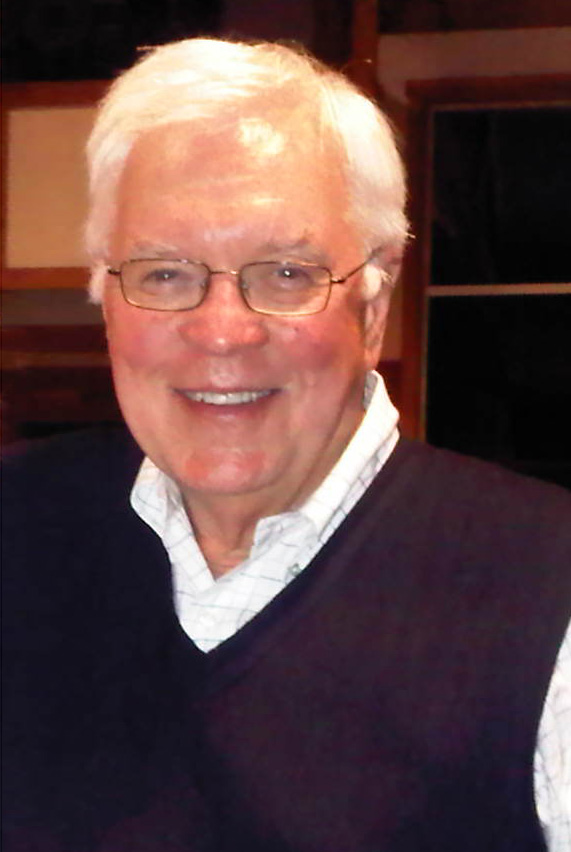
Bill Press (2011)

Bill Press (* 1940 in Wilmington, Delaware) ist ein US-amerikanischer Journalist und Politiker. Press wurde unter anderem bekannt als Vorsitzender des Staatsverbandes der Demokratischen Partei in Kalifornien sowie durch verschiedene von ihm moderierte Radio- und Fernsehsendungen und politische Kolumnen in Zeitungen und Zeitschriften.

## Leben und Arbeit
Als Politiker bekleidete Press, der vorwiegend linksliberale Positionen vertritt, unter anderem die Posten als Stabschef des kalifornischen Senators Peter Behr und als Direktor des California Office of Planning and Research unter Gouverneur Jerry Brown zwischen 1975 und 1979. Den Großteil seiner Karriere hat Press indessen als politischer Kommentator gearbeitet.
Press begann seine Karriere als Fernsehjournalist bei den Sendestationen KABC-TV und KCOP-TV; es folgten Engagements bei MSNBC und CNN, wo er als politischer Kommentator und Diskussionspartner in verschiedenen Sendungen auftrat. Die bekannteste von Press co-moderierte Sendung war dabei The Spin Room, eine politische Debattierrunde durch die Press gemeinsam mit seinem Juniorpartner Tucker Carlson führte, der als Gegenpart zu Press’ progressiven Ansichten als Sprachrohr für eher konservative Standpunkte fungierte. Weitere einflussreiche Sendungen, die Press moderierte, waren Crossfire (CNN) und Buchanan & Press (MSNBC), in der er an der Seite von Pat Buchanan auftrat.
2005 übernahm Press Engagements als Blogger für den politischen Blog The Huffington Post sowie als Radiomoderator der Anstalt Jones Radio Networks.

## Werke
- Eyewitness: A California Perspective, 1988 (ISBN 0-939061-01-5)
- Spin This: All the Ways We Don't Tell the Truth, 2002 (ISBN 0-7434-4267-9) (Mit einem Vorwort von Bill Maher
- Bush Must Go!- The Top Ten Reasons Why George Bush Doesn't Deserve a Second Term, 2004 (ISBN 0-525-94840-6)
- How The Republicans Stole Christmas: The Republican Party's Declared Monopoly on Religion and What Democrats Can Do to Take it Back, 2005 (ISBN 0-385-51605-3)

| Personendaten    | Personendaten                              |
| ---------------- | ------------------------------------------ |
| NAME             | Press, Bill                                |
| KURZBESCHREIBUNG | US-amerikanischer Journalist und Politiker |
| GEBURTSDATUM     | 1940                                       |
| GEBURTSORT       | Wilmington, Delaware                       |